# Pałac w Jegławkach
Pałac w Jegławkach (Pałac rodziny Siegfried) – pałac wraz z zespołem parkowym i zabudowaniami gospodarczymi znajdujący się we wsi Jegławki w gminie Srokowo w powiecie kętrzyńskim w województwie warmińsko-mazurskim. Wybudowany w 1848 roku w stylu angielskiego neogotyku z elementami stylu włoskich willi podmiejskich villa suburbana, jako siedziba rodziny Siegfriedów. 

## Położenie
Pałac położony jest we wsi Jegławki około 25 km na północ od Kętrzyna, 22 km na zachód od Węgorzewa i 13 km na południe od granicy z obwodem królewieckim. Znajduje się przy lokalnej drodze, niedaleko drogi wojewódzkiej nr 650 na odcinku Węgorzewo- Barciany. 

## Historia
Pierwotnie we wsi znajdowało się grodzisko jednego z plemion pruskich, którego pozostałościami jest wciąż znajdujący się w przypałacowym parku 5 metrowej wysokości wał. Samą wieś natomiast lokowano na prawie chełmińskim 3 października 1422 roku, a w tym czasie składało się na nią osiem majątków rycerskich oraz liczne dobra przedstawicieli tzw. drobnej szlachty. 
Następnie w XV wieku Zakon Krzyżacki wybudował tu zamek, który nie sprawował jednak żadnej istotnej roli w administracji zakonu, lecz pełnił głównie funkcję dworu myśliwskiego. Murowana budowla została zburzona podczas jednego z najazdów Tatarów w XVII wieku i rozebrana prawdopodobnie w 1657.
W latach 1821–1945 Jegławki oraz leżący nieopodal majątek Skandławki (niem. Skandlack) należały do rodziny Sigfriedów. W 1848 roku w Jegławkach, ówczesnym pruskim Jäglack, wznieśli oni pałac z przeznaczeniem na swoją główną siedzibę rodową. Budowla, pochodzącego z pobliskich Barcian architekta, wzorowana była na późnogotyckich tudorskich pałacach z Anglii z wyraźnie zaczerpniętymi akcentami charakterystycznymi dla budownictwa ówczesnych włoskich willi podmiejskich, tzw. villa suburbana. Ponadto przy budowie wykorzystano pozostałości po krzyżackiej siedzibie, na której miejscu wzniesiono obecny pałac, czego efektem są dwukondygnacyjne piwnice z charakterystycznymi dla krzyżackich budowli zdobieniami. 
Majątek rodziny Siegfried, w XIX wieku, obejmował terytorium o łącznej powierzchni równej 550 ha (w początku XX wieku już 900 ha), z czego 100 ha stanowiły lasy a 18 akrów rozległy park krajobrazowy. Rodzinne folwarki i gospodarstwa zajmowały się głównie uprawą buraków cukrowych i ziemniaków, czemu sprzyjały tutejsze wydajne gleby. Ponadto na rodzinnych dobrach znajdowały się dwie szklarnie z warzywami, XIX- wieczny wiatrak, hodowlane stawy z karpiami, stajnia z 44 końmi oraz inne liczne bydło i drób. 
Podczas I wojny światowej Jegławki, od końca sierpnia do początków września 1914 roku, były okupowane przez stacjonujące wojska rosyjskie. Sam pałac natomiast podczas działań wojennych nie ucierpiał, a stanowił schronienie dla mieszkańców okolicznych wsi.
Po II wojnie światowej zarówno majątek jak i pałac przejął PGR, który pałacowe wnętrza przekształcił na przedszkole oraz mieszkania i biura pracowników gospodarstwa. 
Od 2001 roku obiekt był własnością prywatną, lecz brak odpowiednich działań w celu jego adaptacji do innych celów oraz niezbędnych modernizacji i konserwacji zabytku, zaskutkował, na początku 2009 roku, jego odebraniem właścicielowi przez Agencję Nieruchomości Rolnych w Olsztynie. Agencja aktualnie planuje, pod opieką konserwatora zabytków, przeprowadzenie remontu pałacu oraz, na podstawie archiwalnych zdjęć i dokumentów, odbudowę niektórych oryginalnych detali architektonicznych obiektu, jak np. drewniana weranda. 
Również w 2009 polski reżyser Jan Jakub Kolski wybrał pałac w Jegławkach na główne miejsce do zdjęć dla swojej najnowszej produkcji pt. Wenecja, która powstała w oparciu o książkę Sezon w Wenecji autorstwa Włodzimierza Odojewskiego. 

## Architektura

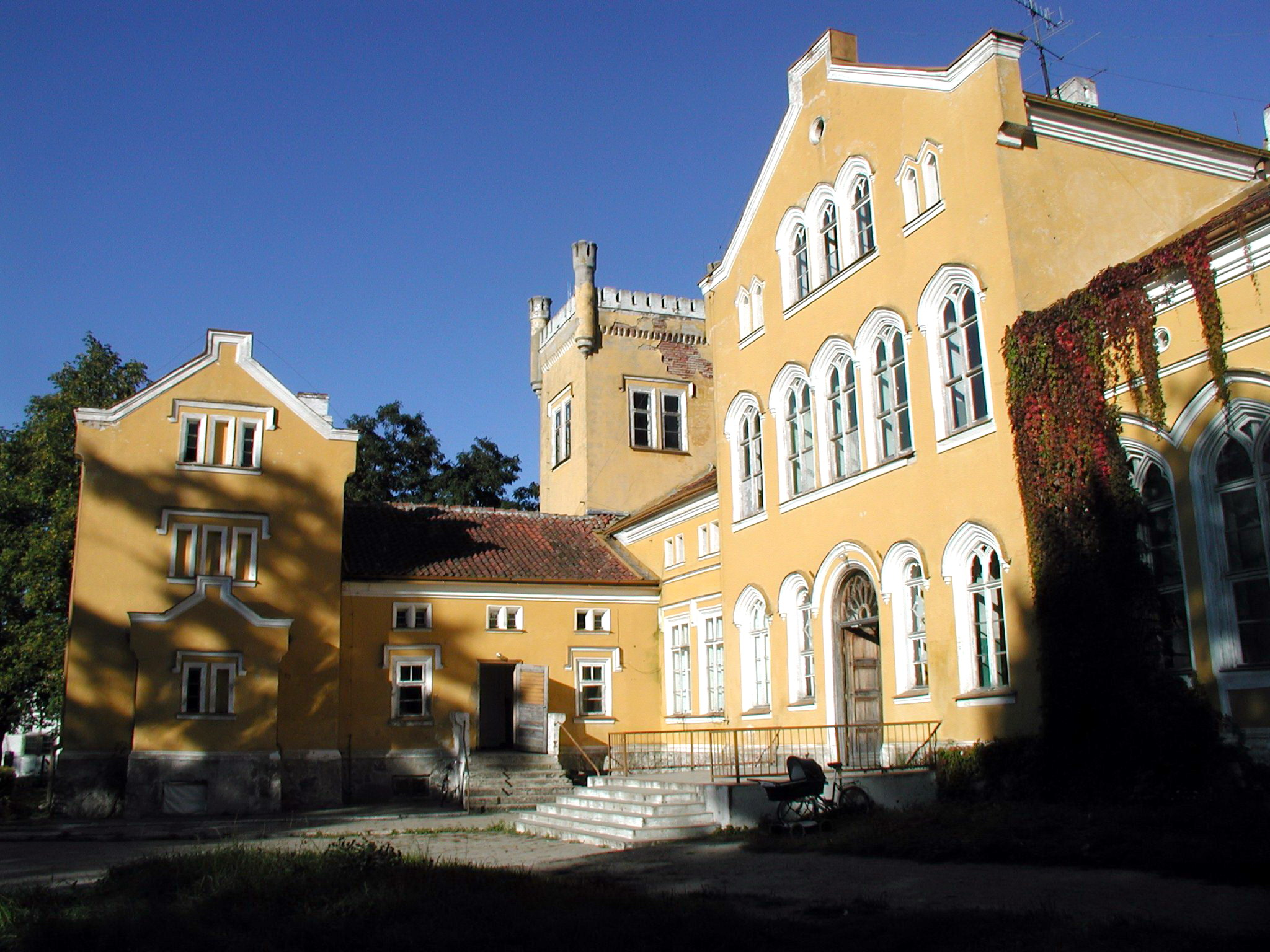
Część centralna pałacu z ryzalitem oraz jedno ze skrzydeł z wieżą

Zespół pałacowo- parkowy składa się z budynku pałacu, otaczającego go 16 ha parku oraz licznych zabudowań gospodarczych położonych na północ od pałacu.
Sam budynek pałacu Siegfriedów otoczony jest założeniem parkowym i usytuowany jest na niewielkim wzgórzu. Wzniesiona w 1848 roku budowla, założona na planie litery L, nawiązuje w większości do neogotyku angielskiego z licznymi elementami XIX wiecznego budownictwa włoskiego. 
Obecny wygląd pałacu nieznacznie różni się od pierwotnego założenia, co jest prawdopodobnie skutkiem powojennych remontów budynku. Zmieniono wtedy m.in. kolor elewacji, która w pierwotnej formie była całkowicie biała, zniszczono, bądź rozebrano ażurową werandę zdobiącą główne wejście (aktualnie trwają prace nad jej rekonstrukcją) oraz oranżerię znajdującą się niegdyś przy południowej bocznej elewacji. 
Bryła główna pałacu charakteryzuje się nieregularnym kształtem i kondygnacjami, które zależnie od części budynku, są jedno-, dwu- lub trójkondygnacyjne. Elementami charakterystycznym dla neogotyckiej budowli są natomiast dwie, czworoboczne, trójkondygnacyjne i zdobione krenelażami wieże, które wyższe niż korpus pałacu mieszczą niewielkie ostrołukowe okna. W części wschodniej i południowej pałacu umieszczono dwa trójkondygnacyjne, zdobione i z niesymetrycznie rozstawionymi oknami ryzality. Jedynym zwartym elementem w całej budowli jest natomiast jej korpus centralny, który, od strony wschodniej- parku, mieści główne wejście do wnętrz. Całość fundamentów budynku, z kolei, osadzona jest na dwukondygnacyjnych piwnicach zdobionych krzyżowymi sklepieniami, które są pozostałościami po XV wiecznym zamku krzyżackim. 
Wraz z budową pałacu założono także kilkuhektarowy park krajobrazowy, który rozciągał się do brzegów pobliskiego jeziora, a pałac otaczał licznymi alejkami. Dziś, ledwie już widoczna i zaniedbana kompozycja, w latach świetności zawierała wiele elementów tzw. małej architektury jak kanały, mostki, kładki, punkty widokowe czy altany. 
Na północ od pałacu, ustawione w czworobok, znajdują się zabudowania gospodarczo- folwarczne, w większości pochodzące z końca XIX i początku XX wieku, które obsługiwały rodowe dobra Siegfriedów.

## Wieś w Prusach Wschodnich
Wieś w Prusach Wschodnich to tytuł przekładu niemieckiej książki Ein Dorf in Ostpreußen Arno Surminskeigo. Autor był przedwojennym mieszkańcem ówczesnego Jäglack, a po wojnie, podczas radzieckiej ofensywy, uciekł do zachodnich Niemiec. Jako autor książek pisze głównie o Mazurach, rodzinnych Jegławkach oraz pokoleniu doświadczonym przez wojnę. W Wieś w... opisuje historię wsi, jej przedwojenne dzieje, ludzi, kulturę, rodowy pałac Siegfriedów oraz powojenne losy i zmienność historii. Ponadto w książkę bardzo często wplata osobiste wątki i wspomnienia oraz liczne pamiątki czy fotografie opatrzone komentarzem. Jak sam Surminski twierdzi publikacja jest jego osobistą rozprawą, opisem oraz po części kroniką wsi i ludzi ją zamieszkujących w ostatnim stuleciu. 

## Zabytek

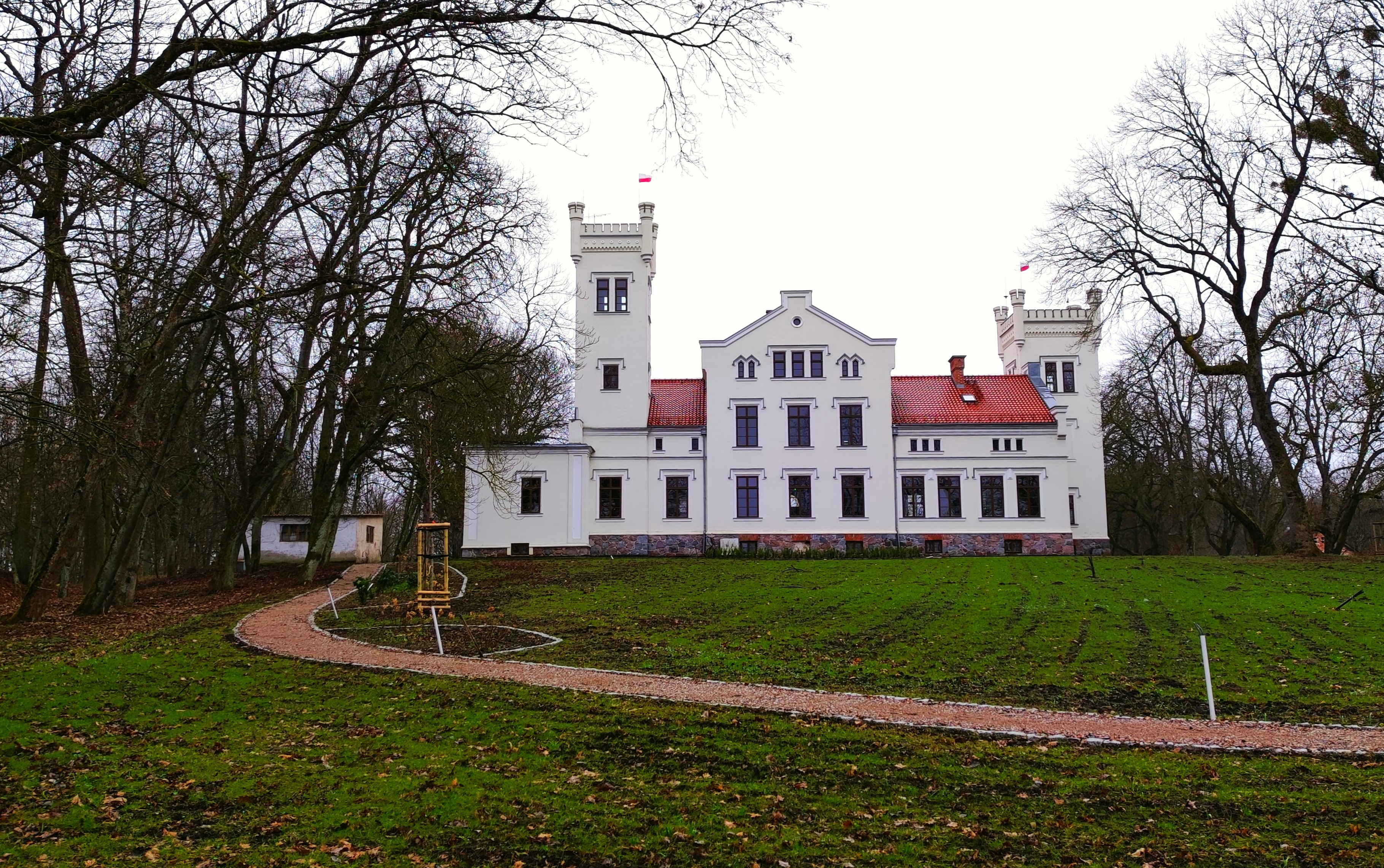
Widok ogólny pałacu

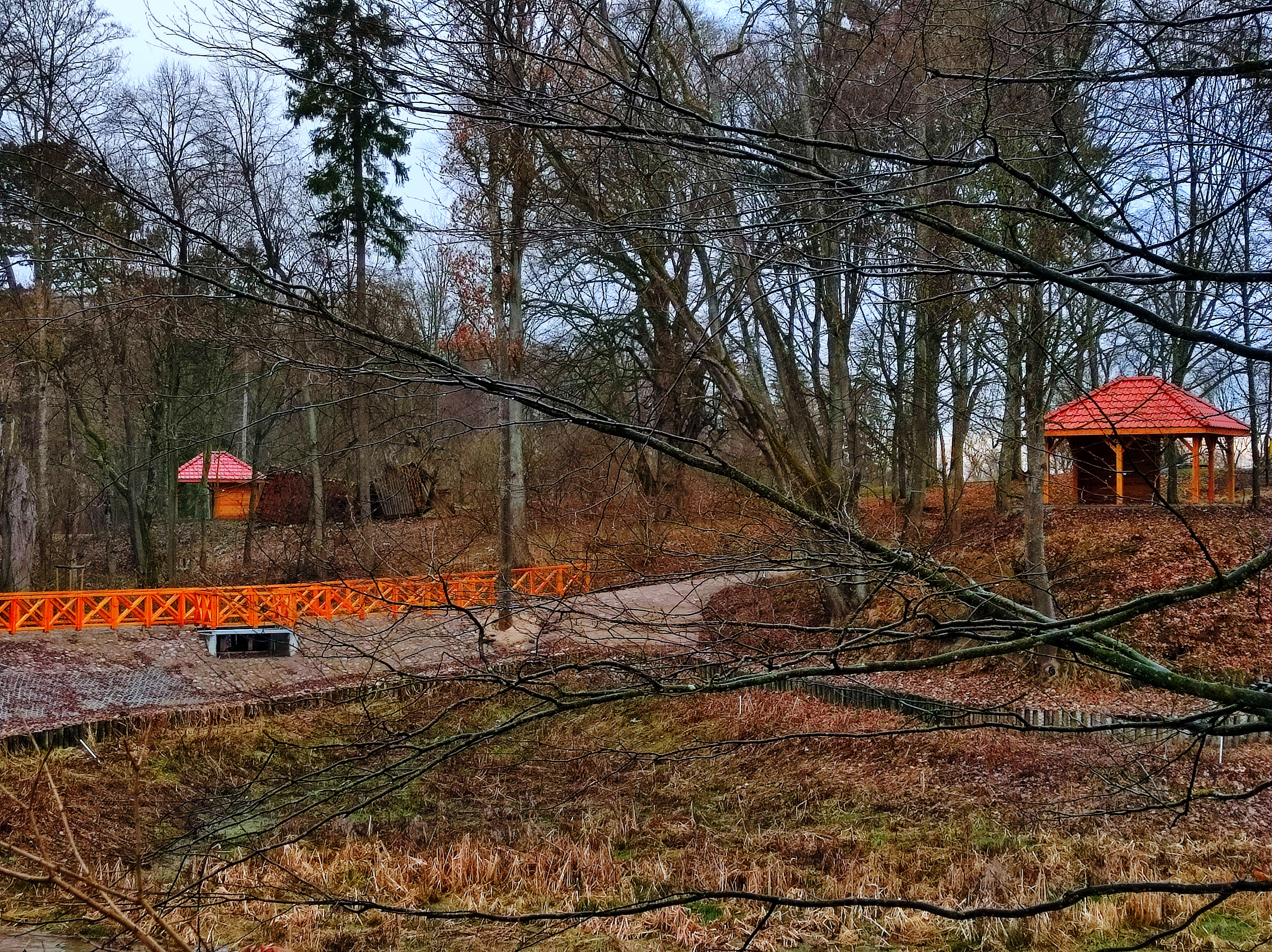
Park przy pałacu w Jegławkach

Park oraz zabudowania folwarczno-gospodarcze z Jegławek są wpisane do rejestru zabytków nieruchomych. Park pałacowy figuruje w spisie pod nr rej A-1500 z 5 grudnia 1983, natomiast zespół folwarczny składający się z 2 magazynów, 2 chlewów, stodoły, kurnika, 2 budynków gospodarczych, kuźni oraz drewnianego domu pod nr rej A-3416 z 9 listopada 1992.